# Europsko prvenstvo u plivanju u kratkim bazenima 2006.
Europsko prvenstvo u plivanju u kratkim bazenima 2006. održano je u finskom glavnom gradu Helsinkiju od 7. do 10. prosinca. 

## Pojedinčana natjacanja

### Slobodni stil

#### 50 m slobodno
| Mjesto | Država     | Plivač                 | Vrijeme (s) |
| ------ | ---------- | ---------------------- | ----------- |
| 1.     | Španjolska | Eduard Lorente Ginesta | 00:21,53    |
| 2.     | Njemačka   | Thomas Rupprath        | 00:23,92    |
| 3.     | Srbija     | Milorad Čavić          | 00:21,60    |
| 4.     | Hrvatska   | Aleksej Puninski       | 00:21,73    |
| 5.     | Njemačka   | Steffen Deibler        | 00:21,79    |
| 6.     | Ukrajina   | Oleksandr Volynets     | 00:21,86    |
| 7.     | Nizozemska | Johan Kenkhuis         | 00:21,87    |
| 8.     | Finska     | Matti Rajakylä         | 00:21,97    |

| Mjesto | Država                 | Plivačica           | Vrijeme (s) |
| ------ | ---------------------- | ------------------- | ----------- |
| 1.     | Nizozemska             | Marleen Veldhuis    | 00:23,69    |
| 2.     | Švedska                | Therese Alshammar   | 00:23,76    |
| 3.     | Finska                 | Hanna-Maria Seppälä | 00:24,57    |
| 4.     | Ujedinjeno Kraljevstvo | Francesca Halsall   | 00:24,58    |
| 5.     | Italija                | Cristina Chiuso     | 00:24,76    |
| 6.     | Bjelorusija            | Switlana Chachlowa  | 00:24,83    |
| 7.     | Francuska              | Maria Metella       | 00:24,93    |
| 8.     | Švedska                | Magdalena Kuras     | 00:25,01    |

#### 100 m slobodno
| Mjesto | Država      | Plivač                | Vrijeme (s) |
| ------ | ----------- | --------------------- | ----------- |
| 1.     | Italija     | Filippo Magnini       | 00:46,81    |
| 2.     | Švedska     | Stefan Nystrand       | 00:47,05    |
| 3.     | Francuska   | Alain Bernard         | 00:47,24    |
| 4.     | Francuska   | Fabien Gilot          | 00:47,76    |
| 5.     | Bjelorusija | Stanislaw Neviarowski | 00:47,90    |
| 6.     | Hrvatska    | Aleksej Puninski      | 00:48,19    |
| 7.     | Rusija      | Andrei Gretschin      | 00:48,35    |
| 8.     | Finska      | Matti Rajakylä        | 00:48,51    |

| Mjesto | Država                 | Plivačica             | Vrijeme (s) |
| ------ | ---------------------- | --------------------- | ----------- |
| 1.     | Nizozemska             | Marleen Veldhuis      | 00:52,41    |
| 2.     | Francuska              | Alena Popchanka       | 00:52,91    |
| 3.     | Švedska                | Josefin Lillhage      | 00:53,09    |
| 4.     | Finska                 | Hanna-Maria Seppälä   | 00:53,29    |
| 5.     | Njemačka               | Daniela Samulski      | 00:53,76    |
| 6.     | Ujedinjeno Kraljevstvo | Francesca Halsall     | 00:53,85    |
| 7.     | Bjelorusija            | Alexandra Herasimenia | 00:54,21    |
| 8.     | Njemačka               | Meike Freitag         | 00:54,27    |

#### 200 m slobodno
| Mjesto | Država    | Plivač                | Vrijeme  |
| ------ | --------- | --------------------- | -------- |
| 1.     | Italija   | Filippo Magnini       | 01:42,54 |
| 2.     | Italija   | Massimiliano Rosolino | 01:44,17 |
| 3.     | Poljska   | Paweł Korzeniowski    | 01:44,41 |
| 4.     | Češka     | Květoslav Svoboda     | 01:45,22 |
| 5.     | Njemačka  | Stefan Herbst         | 01:45,45 |
| 6.     | Izrael    | Shai Livnat           | 01:45,61 |
| 7.     | Francuska | Fabien Gilot          | 01:45,84 |
| 8.     | Njemačka  | Paul Biedermann       | 01:45,88 |

| Mjesto | Država                 | Plivačica           | Vrijeme  |
| ------ | ---------------------- | ------------------- | -------- |
| 1.     | Francuska              | Alena Popchanka     | 01:54,25 |
| 2.     | Poljska                | Otylia Jędrzejczak  | 01:54,39 |
| 3.     | Švedska                | Josefin Lillhage    | 01:54,75 |
| 4.     | Njemačka               | Annika Lurz         | 01:55,23 |
| 5.     | Italija                | Federica Pellegrini | 01:55,51 |
| 6.     | Njemačka               | Meike Freitag       | 01:55,90 |
| 7.     | Ujedinjeno Kraljevstvo | Joanne Jackson      | 01:56,90 |
| 8.     | Ujedinjeno Kraljevstvo | Melanie Marshall    | 01:56,95 |

#### 400 m slobodno
| Mjesto | Država   | Plivač                | Vrijeme  |
| ------ | -------- | --------------------- | -------- |
| 1.     | Rusija   | Juri Prilukow         | 03:39,02 |
| 2.     | Poljska  | Przemysław Stańczyk   | 03:39,92 |
| 3.     | Poljska  | Paweł Korzeniowski    | 03:40,40 |
| 4.     | Italija  | Massimiliano Rosolino | 03:41,60 |
| 5.     | Češka    | Květoslav Svoboda     | 03:42,89 |
| 6.     | Njemačka | Paul Biedermann       | 03:43,24 |
| 7.     | Italija  | Federico Colbertaldo  | 03:43,37 |
| 8.     | Grčka    | Nikolaos Xylouris     | 03:44,82 |

| Mjesto | Država                 | Plivačica               | Vrijeme  |
| ------ | ---------------------- | ----------------------- | -------- |
| 1.     | Francuska              | Laure Manaudou          | 03:56,09 |
| 2.     | Italija                | Federica Pellegrini     | 03:59,96 |
| 3.     | Ujedinjeno Kraljevstvo | Joanne Jackson          | 04:01,48 |
| 4.     | Njemačka               | Annika Lurz             | 04;02,91 |
| 5.     | Italija                | Alessia Filippi         | 04:03,82 |
| 6.     | Španjolska             | Erika Villaecija Garcia | 04:03,83 |
| 7.     | Francuska              | Coralie Balmy           | 04:04,34 |
| 8.     | Rusija                 | Anastassija Iwanenko    | 04:05,18 |

#### 1500 m + 800 m slobodno
| Mjesto | Država                 | Plivač               | Vrijeme  |
| ------ | ---------------------- | -------------------- | -------- |
| 1.     | Rusija                 | Juri Prilukow        | 14:16,13 |
| 2.     | Poljska                | Mateusz Sawrymowicz  | 14:28,43 |
| 3.     | Francuska              | Sebastien Rouault    | 14:39,06 |
| 4.     | Rusija                 | Nikita Lobintsew     | 14:39,60 |
| 5.     | Ujedinjeno Kraljevstvo | David Davies         | 14:40,65 |
| 6.     | Mađarska               | David Verrasztó      | 14:44,56 |
| 7.     | Italija                | Federico Colbertaldo | 14:45,41 |
| 8.     | Poljska                | Maciej Hreniak       | 14:46,21 |

| Mjesto | Država                 | Plivačica               | Vrijeme  |
| ------ | ---------------------- | ----------------------- | -------- |
| 1.     | Francuska              | Laure Manaudou          | 08:12,24 |
| 2.     | Rusija                 | Anastassija Iwanenko    | 08:18,09 |
| 3.     | Španjolska             | Erika Villaecija Garcia | 08:20,09 |
| 4.     | Ujedinjeno Kraljevstvo | Rebecca Adlington       | 08:20,42 |
| 5.     | Ujedinjeno Kraljevstvo | Rebecca Cooke           | 08:20,48 |
| 6.     | Francuska              | Sophie Huber            | 08:24,49 |
| 7.     | Italija                | Federica Pellegrini     | 08:25,00 |
| 8.     | Švicarska              | Flavia Rigamonti        | 08:28,10 |

### Leđni stil

#### 50 m leđno
| Mjesto | Država                 | Plivač              | Vrijeme (s) |
| ------ | ---------------------- | ------------------- | ----------- |
| 1.     | Njemačka               | Helge Meeuw         | 00:23,70    |
| 2.     | Njemačka               | Thomas Rupprath     | 00:23,92    |
| 3.     | Slovačka               | Ľuboš Križko        | 00:24,19    |
| 4.     | Ujedinjeno Kraljevstvo | Liam Tancock        | 00:24,25    |
| 5.     | Hrvatska               | Ivan Tolić          | 00:24,32    |
| 6.     | Rusija                 | Arkadi Wjattschanin | 00:24,38    |
| 7.     | Finska                 | Tero Räty           | 00:21,46    |
| 8.     | Rusija                 | Stanislaw Donez     | 00:24,75    |

| Mjesto | Država      | Plivačica             | Vrijeme (s) |
| ------ | ----------- | --------------------- | ----------- |
| 1.     | Njemačka    | Janine Pietsch        | 00:27,32    |
| 2.     | Ukrajina    | Irjna Amschennikowa   | 00:27,44    |
| 3.     | Izrael      | Anna Gostomelsky      | 00:27,50    |
| 4.     | Bjelorusija | Alexandra Herasimenia | 00:27,57    |
| 5.     | Ukrajina    | Kateryna Zubkowa      | 00:27,63    |
| 6.     | Hrvatska    | Sanja Jovanović       | 00:27,70    |
| 7.     | Mađarska    | Nikolett Szepesi      | 00:28,10    |
| 8.     | Španjolska  | Mercedes Peris        | 00:28,16    |

#### 100 m leđno
| Mjesto | Država                 | Plivač              | Vrijeme (s) |
| ------ | ---------------------- | ------------------- | ----------- |
| 1.     | Rusija                 | Arkadi Wjattschanin | 00:51,11    |
| 2.     | Njemačka               | Helge Meeuw         | 00:51,16    |
| 3.     | Njemačka               | Thomas Rupprath     | 00:52,02    |
| 4.     | Ujedinjeno Kraljevstvo | Gregor Tait         | 00:52,48    |
| 5.     | Rusija                 | Stanislaw Donez     | 00:52,75    |
| 6.     | Ujedinjeno Kraljevstvo | Matthew Clay        | 00:52,78    |
| 7.     | Rumunjska              | Răzvan Florea       | 00:53,31    |
| 8.     | Nizozemska             | Nick Driebergen     | 00:53,42    |

| Mjesto | Država                 | Plivačica           | Vrijeme (s) |
| ------ | ---------------------- | ------------------- | ----------- |
| 1.     | Francuska              | Laure Manaudou      | 00:57,87    |
| 2.     | Njemačka               | Antje Buschschulte  | 00:58,20    |
| 3.     | Ukrajina               | Irjna Amschennikowa | 00:59,03    |
| 4.     | Njemačka               | Janine Pietsch      | 00:59,05    |
| 5.     | Izrael                 | Anna Gostomelsky    | 00:59,26    |
| 6.     | Ukrajina               | Kateryna Zubkowa    | 00:59,47    |
| 7.     | Ujedinjeno Kraljevstvo | Elizabeth Simmonds  | 00:59,91    |
| 8.     | Mađarska               | Nikolett Szepesi    | 01:00,04    |

#### 200 m leđno
| Mjesto | Država                 | Plivač              | Vrijeme  |
| ------ | ---------------------- | ------------------- | -------- |
| 1.     | Rusija                 | Arkadi Wjattschanin | 01:49,98 |
| 2.     | Njemačka               | Helge Meeuw         | 01:53,45 |
| 3.     | Rumunjska              | Răzvan Florea       | 01:53,71 |
| 4.     | Ujedinjeno Kraljevstvo | James Goddard       | 01:54,30 |
| 5.     | Ujedinjeno Kraljevstvo | Gregor Tait         | 01:54,48 |
| 6.     | Francuska              | Simon Dufour        | 01:56,13 |
| 7.     | Italija                | Luca Marin          | 01:56,58 |
| 8.     | Hrvatska               | Marko Strahija      | 01:58,05 |

| Mjesto | Država                 | Plivačica           | Vrijeme  |
| ------ | ---------------------- | ------------------- | -------- |
| 1.     | Francuska              | Esther Baron        | 02:04,08 |
| 2.     | Ukrajina               | Irjna Amschennikowa | 02:04,57 |
| 3.     | Ujedinjeno Kraljevstvo | Elizabeth Simmonds  | 02:05,74 |
| 4.     | Mađarska               | Evelyn Verrasztó    | 02:06,69 |
| 5.     | Ukrajina               | Kateryna Zubkowa    | 02:07,65 |
| 6.     | Mađarska               | Nikolett Szepesi    | 02:07,85 |
| 7.     | Njemačka               | Jenny Mensing       | 02:08,55 |
| 8.     | Rusija                 | Tatiana Olchowikowa | 02:11,08 |

### Prsni stil

#### 50 m prsno
| Mjesto | Država                           | Plivač                           | Vrijeme (s) |
| ------ | -------------------------------- | -------------------------------- | ----------- |
| 1.     | Ukrajina                         | Oleh Lissohor                    | 00:26,50    |
| 2.     | Italija                          | Alessandro Terrin                | 00:26,92    |
| 3.     | Ujedinjeno Kraljevstvo           | Darren Mew                       | 00:27,23    |
| 4.     | Izrael                           | Michael Malul                    | 00:27,25    |
| 5.     | Slovenija Ujedinjeno Kraljevstvo | Emil Tahirovič Chris Cook        | 00:27,27    |
| 7.     | Finska Norveška                  | Jarno Pihlava Alexander Dale Oen | 00:27,37    |

| Mjesto | Država                 | Plivačica                 | Vrijeme (s) |
| ------ | ---------------------- | ------------------------- | ----------- |
| 1.     | Njemačka               | Janne Schäfer             | 00:30,43    |
| 2.     | Ujedinjeno Kraljevstvo | Kate Haywood              | 00:30,88    |
| 3.     | Rusija                 | Jelena Bogomasowa         | 00:30,98    |
| 4.     | Nizozemska             | Moniek Nijhuis            | 00:31,28    |
| 5.     | Švedska                | Rebecca Ejdervik          | 00:31,46    |
| 6.     | Francuska              | Anne-Sophie le Paranthoën | 00:31,69    |
| 7.     | Bjelorusija            | Ina Kapishina             | 00:31,77    |
| DSQ    | Njemačka               | Sonja Schöber             | 00:31,81    |

#### 100 m prsno
| Mjesto | Država                 | Plivač              | Vrijeme (s) |
| ------ | ---------------------- | ------------------- | ----------- |
| 1.     | Ukrajina               | Oleh Lissohor       | 00:58,14    |
| 2.     | Ukrajina               | Valeriy Dymo        | 00:58,64    |
| 3.     | Norveška               | Alexander Dale Oen  | 00:58,70    |
| 4.     | Ujedinjeno Kraljevstvo | Chris Cook          | 00:59,25    |
| 5.     | Italija                | Alessandro Terrin   | 00:59,42    |
| 6.     | Rusija                 | Sergej Gejbel       | 00:59,53    |
| 7.     | Poljska                | Sławomir Kuczko     | 00:59,76    |
| 8.     | Poljska                | Mariusz Winogrodzki | 00:59,79    |

| Mjesto | Država                 | Plivačica         | Vrijeme (min) |
| ------ | ---------------------- | ----------------- | ------------- |
| 1.     | Ukrajina               | Anna Chlistunowa  | 01:05,73      |
| 2.     | Ujedinjeno Kraljevstvo | Kirsty Balfour    | 01:06,57      |
| 3.     | Njemačka               | Janne Schäfer     | 01:07,32      |
| 4.     | Poljska                | Beata Kamińska    | 01:07,52      |
| 5.     | Rusija                 | Jelena Bogomasowa | 01:07,82      |
| 6.     | Ujedinjeno Kraljevstvo | Kate Haywood      | 01:07,84      |
| 7.     | Italija                | Ombretta Plos     | 01:08,10      |
| 8.     | Njemačka               | Sonja Schöber     | 01:08,13      |

#### 200 m prsno
| Mjesto | Država                 | Plivač               | Vrijeme (min) |
| ------ | ---------------------- | -------------------- | ------------- |
| 1.     | Mađarska               | Dániel Gyurta        | 02:06,58      |
| 2.     | Poljska                | Sławomir Kuczko      | 02:06,61      |
| 3.     | Italija                | Paolo Bossini        | 02:07,13      |
| 4.     | Ukrajina               | Valeriy Dymo         | 02:07,45      |
| 5.     | Ukrajina               | Oleh Lissohor        | 02:07,72      |
| 6.     | Ujedinjeno Kraljevstvo | Kristopher Gilchrist | 02:09,40      |
| 7.     | Poljska                | Sławomir Wolniak     | 02:09,62      |
| 8.     | Mađarska               | Akos Molnar          | 02:10,34      |

| Mjesto | Država                 | Plivačica             | Vrijeme (min) |
| ------ | ---------------------- | --------------------- | ------------- |
| 1.     | Ujedinjeno Kraljevstvo | Kirsty Balfour        | 02:21,82      |
| 2.     | Njemačka               | Anne Poleska          | 02:23,12      |
| 3.     | Poljska                | Beata Kamińska        | 02:24,87      |
| 4.     | Njemačka               | Birte Steven          | 02:25,54      |
| 5.     | Bjelorusija            | Ina Kapischina        | 02:26,41      |
| 6.     | Poljska                | Iwona Prędecka        | 02:26,76      |
| 7.     | Norveška               | Anne Mari Gulbrandsen | 02:27,03      |
| 8.     | Ukrajina               | Julija Pidlisna       | 02:28,30      |

### Leptir stil

#### 50 m leptir
| Mjesto | Država   | Plivač               | Vrijeme (s) |
| ------ | -------- | -------------------- | ----------- |
| 1.     | Hrvatska | Aleksej Puninski     | 00:23,21    |
| 2.     | Njemačka | Thomas Rupprath      | 00:23,34    |
| 3.     | Island   | Örn Arnarson         | 00:23,55    |
| 4.     | Finska   | Jere Hård            | 00:23,59    |
| 5.     | Rusija   | Jewgeni Korotyschkin | 00:23,65    |
| 6.     | Njemačka | Steffen Diebler      | 00:23,65    |
| 7.     | Ukrajina | Serhij Breus         | 00:23,67    |
| 8.     | Finska   | Matti Rajakylä       | 00:23,70    |

| Mjesto | Država     | Plivačica             | Vrijeme (s) |
| ------ | ---------- | --------------------- | ----------- |
| 1.     | Švedska    | Therese Alshammar     | 00:25,36    |
| 2.     | Nizozemska | Inge Dekker           | 00:25,65    |
| 3.     | Švedska    | Anna-Karin Kammerling | 00:25,92    |
| 4.     | Njemačka   | Antje Buschschulte    | 00:26,25    |
| 5.     | Slovačka   | Martina Moravcová     | 00:26,31    |
| 6.     | Nizozemska | Chantal Groot         | 00:26,62    |
| 7.     | Izrael     | Anna Gostomelsky      | 00:26,68    |
| 8.     | Danska     | Jeanette Ottesen      | 00:26,75    |

#### 100 m leptir
| Mjesto | Država    | Plivač               | Vrijeme (s) |
| ------ | --------- | -------------------- | ----------- |
| 1.     | Srbija    | Milorad Čavić        | 00:50,63    |
| 2.     | Slovenija | Peter Mankoč         | 00:50,78    |
| 3.     | Rusija    | Nikolai Skworzow     | 00:51,17    |
| 4.     | Rusija    | Jewgeni Korotyschkin | 00:51,34    |
| 5.     | Njemačka  | Thomas Rupprath      | 00:51,43    |
| 6.     | Italija   | Rudy Goldin          | 00:51,89    |
| 7.     | Ukrajina  | Andrij Serdinow      | 00:52,00    |
| 8.     | Rumunjska | Ioan Gherghel        | 00:52,27    |

| Mjesto | Država                 | Plivačica          | Vrijeme (s) |
| ------ | ---------------------- | ------------------ | ----------- |
| 1.     | Njemačka               | Antje Buschschulte | 00:56,94    |
| 2.     | Nizozemska             | Inge Dekker        | 00:57,19    |
| 3.     | Slovačka               | Martina Moravcová  | 00:57,69    |
| 4.     | Francuska              | Alena Popchanka    | 00:58,65    |
| 5.     | Ujedinjeno Kraljevstvo | Terri Dunning      | 00:59,02    |
| 6.     | Mađarska               | Beatrix Boulsevicz | 00:59,18    |
| 7.     | Njemačka               | Daniela Samulski   | 00:59,33    |
| 8.     | Ujedinjeno Kraljevstvo | Rosalind Brett     | 01:00,06    |

#### 200 m leptir
| Mjesto | Država    | Plivač             | Vrijeme (min) |
| ------ | --------- | ------------------ | ------------- |
| 1.     | Poljska   | Pawel Korzeniowski | 01:52,33      |
| 2.     | Mađarska  | László Cseh        | 01:53,08      |
| 3.     | Rusija    | Nikolai Skworzow   | 01:53,10      |
| 4.     | Rusija    | Anatoli Poljakow   | 01:53,83      |
| 5.     | Grčka     | Ioannis Drymonakos | 01:54,41      |
| 6.     | Rumunjska | Ioan Gherghel      | 01:54,69      |
| 7.     | Ukrajina  | Serhij Adwena      | 01:55,28      |
| 8.     | Poljska   | Łukasz Drzewiński  | 01:57,05      |

| Mjesto | Država                 | Plivačica          | Vrijeme (min) |
| ------ | ---------------------- | ------------------ | ------------- |
| 1.     | Poljska                | Otylia Jędrzejczak | 02:04,94      |
| 2.     | Mađarska               | Beatrix Boulsevicz | 02:06,73      |
| 3.     | Ujedinjeno Kraljevstvo | Jessica Dickons    | 02:07,36      |
| 4.     | Italija                | Caterina Giachetti | 02:07,52      |
| 5.     | Njemačka               | Annika Mehlhorn    | 02:08,19      |
| 6.     | Ujedinjeno Kraljevstvo | Terri Dunning      | 02:08,28      |
| 7.     | Italija                | Francesca Segat    | 02:09,29      |
| 8.     | Nizozemska             | Inge Dekker        | 2:09,98       |

### Mješovito

#### 100 m mješovito
| Mjesto | Država     | Plivač              | Vrijeme (s) |
| ------ | ---------- | ------------------- | ----------- |
| 1.     | Slovenija  | Peter Mankoč        | 00:53,05    |
| 2.     | Litva      | Vytautas Janušaitis | 00:53,66    |
| 3.     | Norveška   | Aleksander Hetland  | 00:53,70    |
| 4.     | Nizozemska | Robin van Aggele    | 00:53,79    |
| 5.     | Hrvatska   | Saša Imprić         | 54,61       |
| 6.     | Estonija   | Martin Liivamägi    | 00:54,92    |
| 7.     | Island     | Örn Arnarson        | 00:55,04    |
| 8.     | Estonija   | Martti Aljand       | 00:55,09    |

| Mjesto | Država      | Plivačica           | Vrijeme (min) |
| ------ | ----------- | ------------------- | ------------- |
| 1.     | Finska      | Hanna-Maria Seppälä | 01:00,45      |
| 2.     | Ukrajina    | Ganna Dzerkaľ       | 01:00,50      |
| 3.     | Bjelorusija | Switlana Chakhlowa  | 01:00,78      |
| 4.     | Poljska     | Alexandra Urbańczyk | 01:01,18      |
| 5.     | Švedska     | Hanna Eriksson      | 01:01,51      |
| 6.     | Rusija      | Swetlana Karpeewa   | 01:01,98      |
| 7.     | Njemačka    | Sonja Schöber       | 01:02,09      |
| 8.     | Rusija      | Petra Klosova       | 01:02,52      |

#### 200 m mješovito
| Mjesto | Država   | Plivač              | Vrijeme (min) |
| ------ | -------- | ------------------- | ------------- |
| 1.     | Mađarska | László Cseh         | 01:54,43      |
| 2.     | Litva    | Vytautas Janušaitis | 01:56,20      |
| 3.     | Mađarska | Tamás Kerékjártó    | 01:57,12      |
| 4.     | Grčka    | Ioannis Kokkodis    | 01:57,16      |
| 5.     | Italija  | Leonardo Tumiotto   | 01:57,61      |
| 6.     | Poljska  | Łukasz Wójt         | 01:58,17      |
| 7.     | Hrvatska | Saša Imprić         | 01:58,90      |
| 8.     | Estonija | Martin Liivamägi    | 01:59,28      |

| Mjesto | Država    | Plivačica            | Vrijeme (min) |
| ------ | --------- | -------------------- | ------------- |
| 1.     | Poljska   | Katarzyna Baranowska | 02:09,47      |
| 2.     | Francuska | Camille Muffat       | 02:10,83      |
| 3.     | Poljska   | Aleksandra Urbańczyk | 02:10,89      |
| 4.     | Francuska | Cylie Vabre          | 02:11,86      |
| 5.     | Mađarska  | Evelyn Verrasztó     | 02:12,32      |
| 6.     | Mađarska  | Katinka Hosszú       | 02:12,77      |
| 7.     | Rusija    | Daria Beljakina      | 02:12,99      |
| 8.     | Rusija    | Sara Thydén          | 02:14,75      |

#### 400 m mješovito
| Mjesto | Država   | Plivač             | Vrijeme (min) |
| ------ | -------- | ------------------ | ------------- |
| 1.     | Italija  | Luca Marin         | 04:01,71      |
| 2.     | Mađarska | László Cseh        | 04:03,39      |
| 3.     | Grčka    | Ioannis Drymonakos | 04:05,94      |
| 4.     | Mađarska | David Verrasztó    | 04:09,48      |
| 5.     | Poljska  | Łukasz Wójt        | 04:09,91      |
| 6.     | Rusija   | Alexej Kowrigin    | 04:10,80      |
| 7.     | Poljska  | Mateusz Matczak    | 04:11,81      |
| 8.     | Rusija   | Andrej Krjlow      | 04:12,80      |

| Mjesto | Država                 | Plivačica            | Vrijeme (min) |
| ------ | ---------------------- | -------------------- | ------------- |
| 1.     | Italija                | Alessia Filippi      | 04:31,58      |
| 2.     | Poljska                | Katarzyna Baranowska | 04:32,78      |
| 3.     | Rusija                 | Anastassija Iwanenko | 04:33,46      |
| 4.     | Mađarska               | Katinka Hosszú       | 04:33,65      |
| 5.     | Francuska              | Cyria Vabre          | 04:39,60      |
| 6.     | Ujedinjeno Kraljevstvo | Rebecca Cooke        | 04:40,27      |
| 7.     | Slovenija              | Anja Klinar          | 04:40,27      |
| 8.     | Rusija                 | Jana Martjnowa       | 04:41,31      |

## Štafetna natjecanja

### 4x50 m slobodno
| Mjesto | Država                 | Plivači                                                                          | Vrijeme (min) |
| ------ | ---------------------- | -------------------------------------------------------------------------------- | ------------- |
| 1.     | Švedska                | - Stefan Nystrand - Petter Stymne - Marcus Piehl - Jonas Tilly                   | 01:24,89      |
| 2.     | Francuska              | - Frédérick Bousquet - Julien Sicot - David Maitre - Alain Bernard               | 01:25,16      |
| 3.     | Nizozemska             | - Johan Kenkhuis - Bas van Velthoven - Robin van Aggele - Mitja Zastrow          | 01:26,03      |
| 4.     | Ukrajina               | - Oleksandr Volynets - Oleh Lissohor - Andrij Serdinow - Jurij Jegoschin         | 01:27,04      |
| 5.     | Finska                 | - Jere Hård - Manu Mäntymäki - Jani Rusi - Matti Rajakylä                        | 01:27,20      |
| 6.     | Ujedinjeno Kraljevstvo | - Christopher Cozens - Benjamin Hockin - Liam Tancock - Todd Cooper              | 01:27,56      |
| 7.     | Rusija                 | - Ewgenj Lagunow - Andrei Gretschin - Jewgeni Korotyschkin - Arkadi Wjattschanin | 01:27,72      |
| DSQ    | Njemačka               | - Steffen Deibler - Jens Schreiber - Marco di Carli - Michael Schubert           |               |

| Mjesto | Država                 | Plivačice                                                                        | Vrijeme (min) |
| ------ | ---------------------- | -------------------------------------------------------------------------------- | ------------- |
| 1.     | Švedska                | - Magdalena Kuras - Therese Alshammar - Anna-Karin Kammerling - Josefin Lillhage | 01:36,61      |
| 2.     | Nizozemska             | - Inge Dekker - Saskia de Jonge - Chantal Groot - Marleen Veldhuis               | 01:37,27      |
| 3.     | Njemačka               | - Daniela Samulski - Daniela Götz - Melke Freitag - Annika Lurz                  | 01:38,50      |
| 4.     | Francuska              | - Alena Popchanka - Malia Metella - Camille Muffat - Celine Couderc              | 01:38,74      |
| 5.     | Ujedinjeno Kraljevstvo | - Francesca Halsall - Melanie Marshall - Amy Smith - Rosalind Brett              | 01:39,63      |
| 6.     | Ukrajina               | - Oxana Serikowa - Natalja Chudjakowa - Ganna Dzerkaľ - Irjna Amschennikowa      | 01:40,51      |
| 7.     | Italija                | - Federica Pellegrini - Francesca Segat - Alessia Filippi - Cristina Chiuso      | 01:41,12      |
| 8.     | Danska                 | - Annette Hansen - Jeanette Ottesen - Maja Kruse - Line Præst Lauridsen          | 01:41,62      |

### 4x50 m mješovito
| Mjesto | Država                 | Plivači                                                                       | Vrijeme (min) |
| ------ | ---------------------- | ----------------------------------------------------------------------------- | ------------- |
| 1.     | Njemačka               | - Helge Meeuw - Johannes Neumann - Thomas Rupprath - Jens Schreiber           | 01:34,06      |
| 2.     | Finska                 | - Tero Räty - Jarno Pihlava - Jere Hård - Matti Rajakylä                      | 01:34,95      |
| 3.     | Italija                | - Cesare Pizzirani - Alessandro Terrin - Rudy Goldin - Filippo Magnini        | 01:35,20      |
| 4.     | Ukrajina               | - Andrij Olejnjk - Oleh Lissohor - Serhij Breus - Oleksandr Volynets          | 1:35,23       |
| 5.     | Rusija                 | - Arkadi Wjattschanin - Sergei Gejbel - Jewgeni Korotyschkin - Ewgenj Lagunow | 01:35,84      |
| 6.     | Ujedinjeno Kraljevstvo | - Liam Tancock - Darren Mew - Matthew Clay - Benjamin Thomas Hockin           | 01:36,43      |
| 7.     | Hrvatska               | - Ivan Tolić - Nikola Delić - Aleksej Puninski - Mario Todorović              | 01:36,44      |
| 8.     | Nizozemska             | - Nick Driebergen - Robin van Aggele - Bastiaan Tamminga - Johan Kenkhuis     | 01:37,06      |

| Mjesto | Država                 | Plivačice                                                                         | Vrijeme (min) |
| ------ | ---------------------- | --------------------------------------------------------------------------------- | ------------- |
| 1.     | Njemačka               | - Janine Pietsch - Janne Schäfer - Antje Buschschulte - Daniela Samulski          | 01:47,55      |
| 2.     | Švedska                | - Therese Alshammar - Rebecca Ejdervik - Anna-Karin Kammerling - Josefin Lillhage | 01:48,14      |
| 3.     | Ujedinjeno Kraljevstvo | - Elizabeth Simmonds - Kate Haywood - Rosalind Brett - Francesca Halsall          | 01:48,26      |
| 4.     | Francuska              | - Laure Manaudou - Anna Sophie Le Paranthön - Alena Popchanka - Malia Metella     | 01:49,15      |
| 5.     | Ukrajina               | - Kateryna Zubkowa - Anna Chlistunowa - Natalja Chudjakowa - Oxana Serikova       | 01:49,36      |
| 6.     | Bjelorusija            | - Alexandra Bas - Ina Kapischina - Alexandra Herasimenia - Swetlana Chachlowa     | 01:50,67      |
| 7.     | Finska                 | - Anu Koivisto - Katja Lehtonen - Jane Kaljonen - Hanna-Maria Seppälä             | 01:50,99      |
| 8.     | Rusija                 | - Tatiana Olchowikowa - Jelena Bogomasowa - Irina Bespalowa - Kira Wolodina       | 01:51,43      |

## Vanjske poveznice
- Rezultati na omegatiming.com